# 제16회 부산국제단편영화제
제16회 부산국제단편영화제의 시상식에 관한 내용이다.

## 수상 및 후보

### 국제경쟁
- 학교 다녀왔습니다 - 장건재